# Goniurellia tridens
Espèce
Synonymes
Trypanea pentadactyla Senior-White, 1922
Goniurellia tridens est une mouche des fruits,.
Les ailes de G. tridens comportent un motif ressemblant à une fourmi , mais on ignore si ceci procure un avantage évolutif ou n'est qu'une illusion due à notre perception.